# The Kodan Armada
The Kodan Armada – grupa muzyczna założona w Louisville, w stanie Kentucky, USA w 2000 przez Dana Davisa. Należeli do wytwórni Magic Bullet Records oraz Thrown Brick Records (Louisville). Ten zespół screamo dominował na lokalnej scenie przez pięć lat, zanim się rozpadł. Cory Popp i Adam Rains założyli później In Tongues, natomiast Dan Davis i Ryan Swigart grają w Tightwolf, a także w innych projektach: Heartwarmer (Ryan) czy Black Walls (Dan). Nazwa zespołu została wzięta z filmu z 1984, "The Last Starfighter".

## Członkowie grupy
Pierwszy skład:
- Cory Popp - wokal
- Dan Davis - keyboard
- Ryan Swigart - perkusja
- Andrew Turner - gitara
- Shawn Maguire - gitara
- Trevor Brock - bass

Drugi skład:
- Cory Popp - wokal
- Dan Davis - wokal
- Ryan Swigart - perkusja
- Andrew Turner - gitara
- Adam Rains - gitara
- Trevor Brock - bass

Ostateczny skład:
- Dan Davis - wokal
- Brent Woosley - wokal
- Ryan Swigart - perkusja
- Adam Rains - gitara
- Cory Popp - bass

## Wydawnictwa
- Ohio Killed The Grey Ghost CD (wydana we własnym zakresie)
- Tour CD-R - 5 utworów z "Ohio Kills.." i 2 utwory ze splitów z Montcalm i What's Yr Damage!?
- The Kodan Armada/Montcalm split 7" (Thrown Brick)
- The Kodan Armada/What's Yr Damage!? split 7" (Dead Tank)
- The Kodan Armada/Gospel split 10" (Neon Boombox)
- The Kodan Armada/Pretty Faces split 7" (We Are Not Wizards)
- Collections, Vol. 1 CD (Magic Bullet)

Utwory zespołu znalazły się na takich składankach, jak The Microwave Says to the Pacemaker... 2x7" (Slave Union) czy Sailin' On CD (Louisville Lip)